# 맥스 포메랑
맥스 포머란츠(Max Pomeranc, 1984년 3월 21일 ~ )는 미국의 배우이다.
뉴욕에서 태어났다.

## 영화
- 나의 특별한 사랑 이야기 (2007년)
- 플루크 (1995년)
- 비상 탈주 (1994년)
- 위대한 승부 (1993년)